# San Bartolomé de la Torre

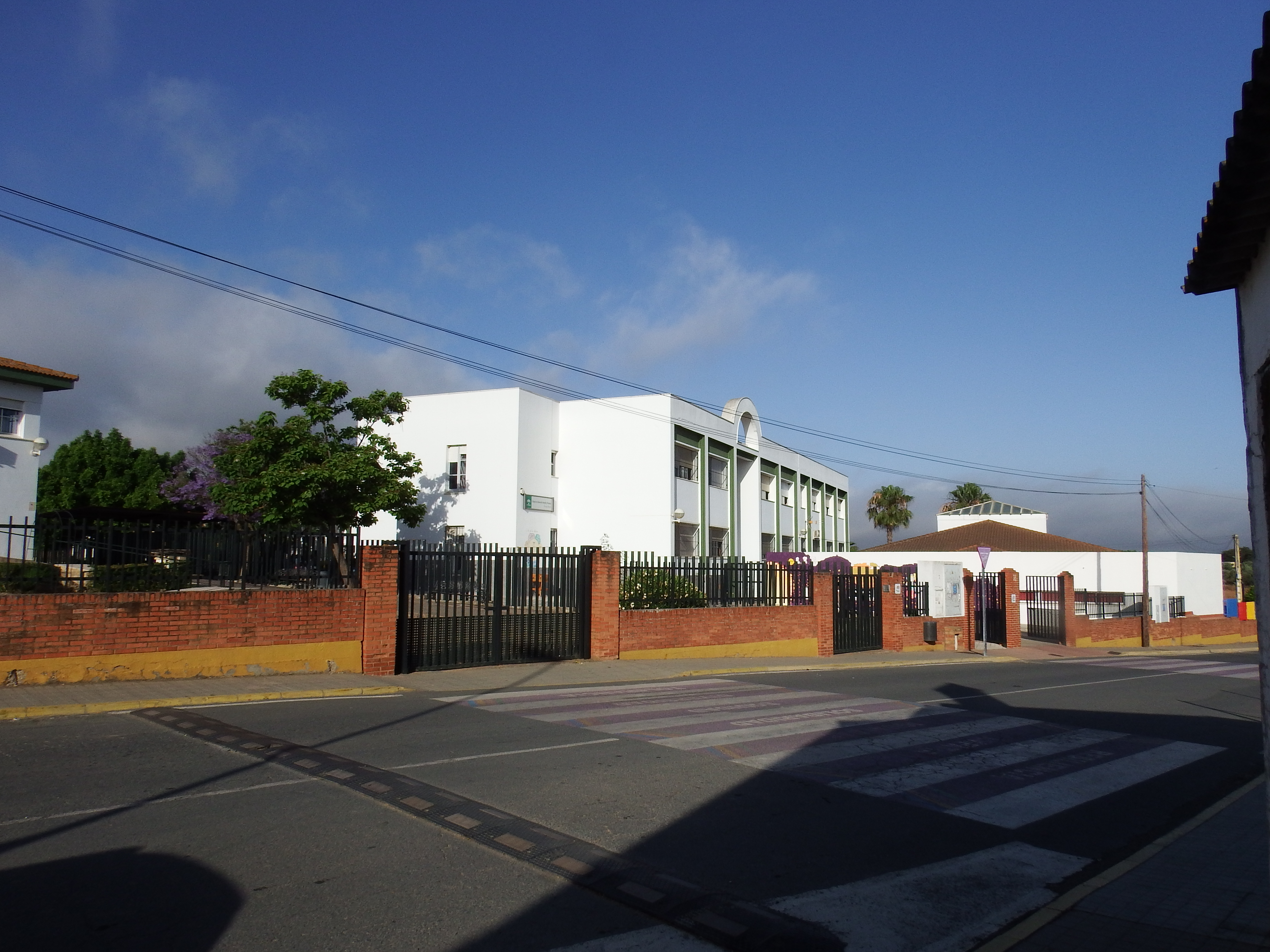

Huy hiệu của San Bartolomé de la Torre

Cờ của San Bartolomé de la Torre

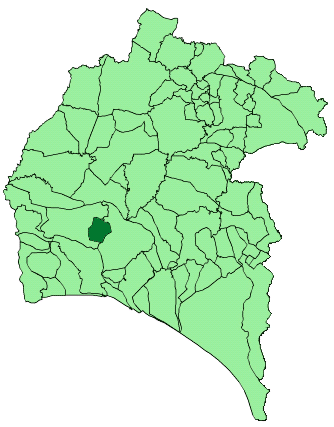
Bản đồ của San Bartolomé de la Torre

San Bartolomé de la Torre là một đô thị ở tỉnh Huelva, cộng đồng tự trị Andalucía, Tây Ban Nha. Dân số năm 2007 của đô thị này là 3.327 người. San Bartolomé de la Torre có diện tích 57 km², mật độ dân số 3327 người/km². Thị trấn này nằm ở tọa độ 37°26.75′độ vĩ bắc, 7°6.44′độ kinh đông, ở độ cao 128 m, cách tỉnh lỵ Huelva 29 km. Mã số bưu chính là 21510.

## Dân số
| 1996  | 1997  | 1998  | 1999  | 2000  | 2001  | 2002  |
| ----- | ----- | ----- | ----- | ----- | ----- | ----- |
| 2.940 | 2.909 | 2.945 | 2.897 | 2.945 | 2.965 | 2.991 |

Nguồn: INE (Tây Ban Nha)